# Criptoexplosió
El terme criptoexplosió (o estructura criptovolcànica) significa una explosió de causa desconeguda. Actualment aquest terme està en gran part obsolet.
Va ser utilitzat habitualment per descriure llocs on hi havia proves geològiques d'una explosió a gran escala dins de l'escorça terrestre, però no hi havia una evidència definitiva de la causa com passa amb les roques volcàniques normals. Aquests llocs solen ser circulars, amb signes de deformació anòmala de les roques que contrasten amb la regió circumdant, i que sovint mostren evidències que el material escorçat s'havia aixecat i / o volat cap a fora. La hipòtesi era que hi havia una causa insòlita de vulcanisme, o una explosió de gas originària de l'escorça.
L'ús del terme va augmentar amb la ciència del reconeixement dels cràters d'impacte a finals del segle xx. La majoria de les estructures descrites com a criptoexplosions van resultar ser cràters d'impacte erosionats, provocats per l'impacte dels meteorits. Actualment, els geòlegs ignoren les teories anteriors sobre la criptoexplosió.